# Phaonia erronea
Phaonia erronea este o specie de muște din genul Phaonia, familia Muscidae. A fost descrisă pentru prima dată de Johann Andreas Schnabl în anul 1887. Conform Catalogue of Life specia Phaonia erronea nu are subspecii cunoscute.